# Capela Pazzi

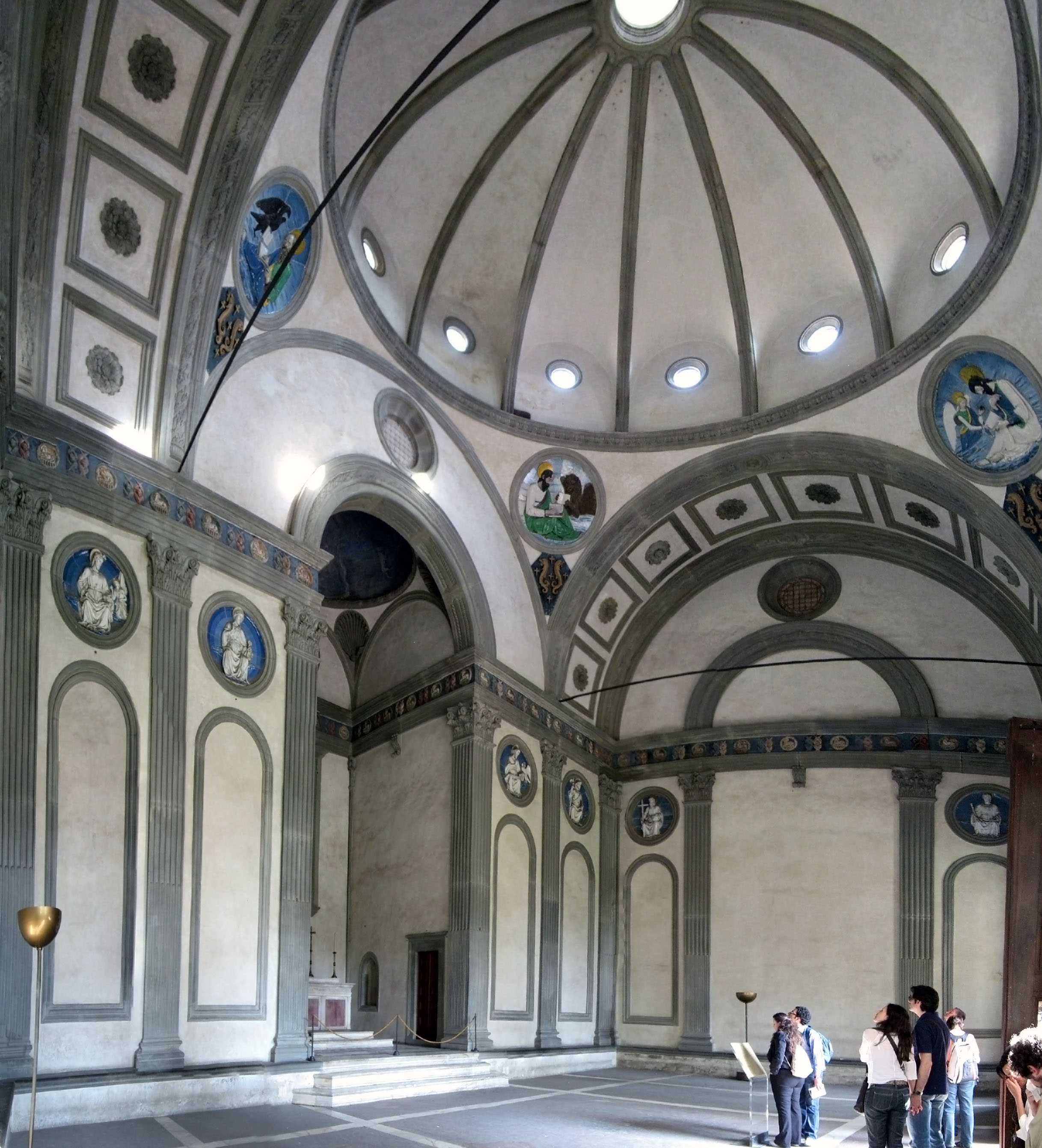
Interior

A Capela Pazzi é uma capela, considerada uma das obras-primas da arquitetura do Renascimento italiano. Está localizada no claustro da Basílica da Santa Cruz, em Florença.
A sua construção foi ordenada em torno de 1429 por Andrea Pazzi, membro de rica família de banqueiros, mas as obras só começaram em torno de 1441, sendo completada na década de 1460.
Até há pouco tempo se pensou que era uma obra de Filippo Brunelleschi, mas hoje parece que sua participação se resumiu na esquematização da planta-baixa e da fachada, enquanto que a construção e o detalhamento do prédio ficou a cargo de um arquiteto desconhecido, talvez Giuliano da Maiano ou Michelozzo. A fachada que se julga ele ter iniciado hoje está parcialmente oculta por um pórtico, de construção posterior. No interior, na cúpula e no pórtico há relevos em terracota de Luca della Robbia.